# Haus Circus 8 (Putbus)

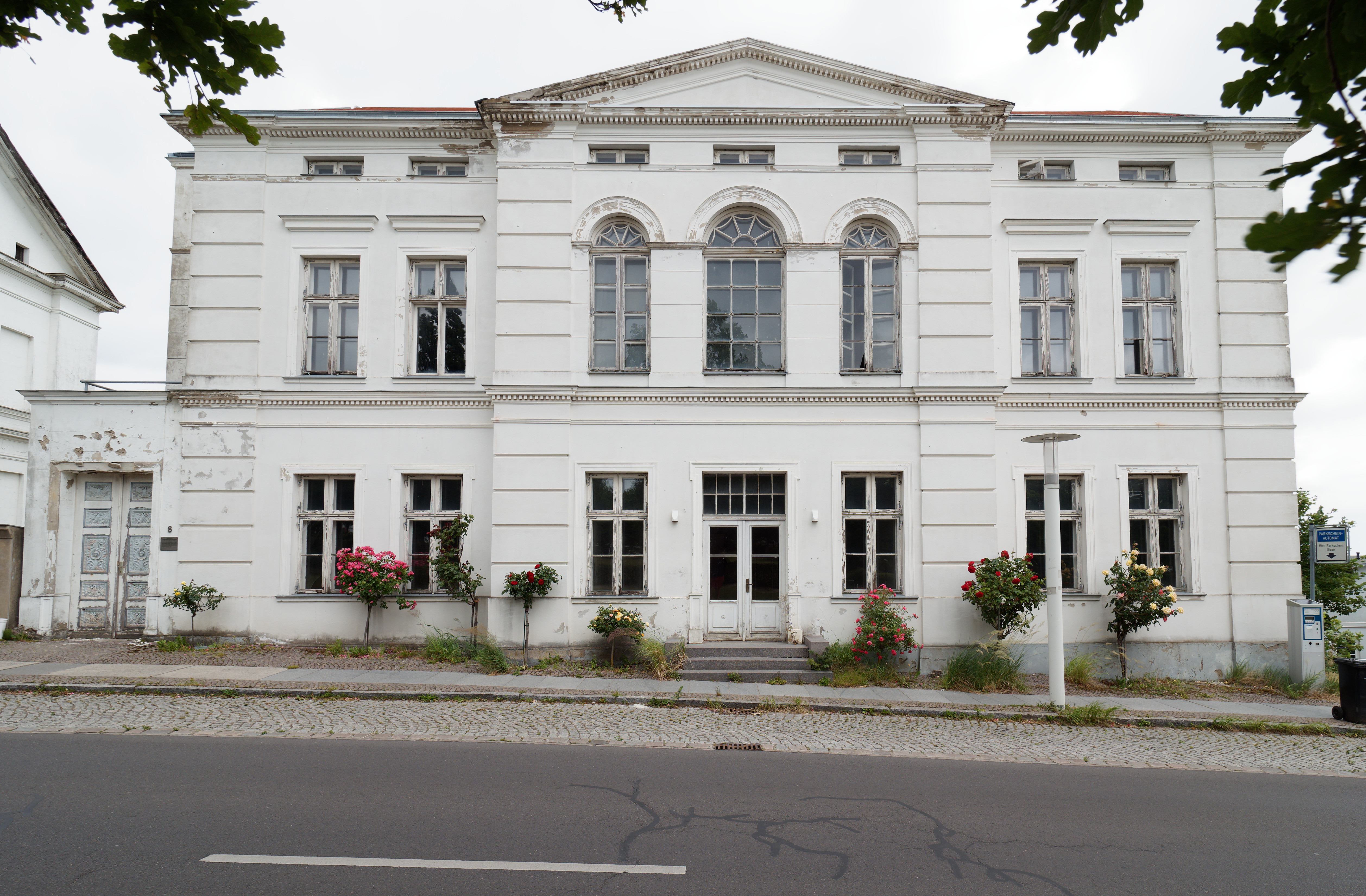

Das Haus Circus 8 in Putbus (Rügen, Mecklenburg-Vorpommern) stammt von 1848. Hier wohnte Herr von Lauterbach, ein Verwandter der Fürstin zu Putbus. Die Villa ist heute ein Wohnhaus.
Das Gebäude steht unter Denkmalschutz.

## Geschichte

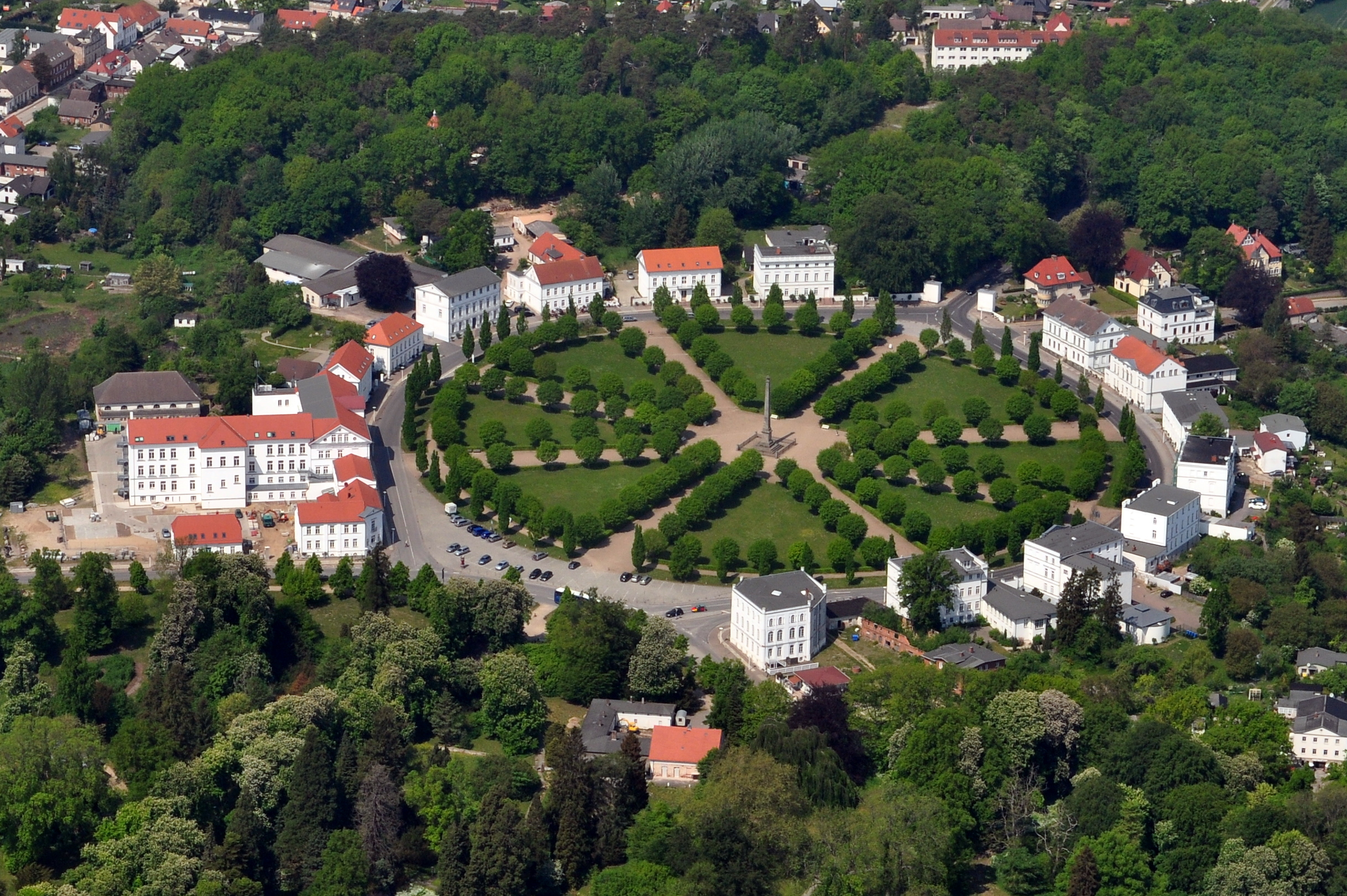
Der Circus: Nr. 8: oben mittig

Putbus mit 4435 Einwohnern (2019) wurde 1286 erstmals erwähnt. Als Residenzstadt auf Rügen wurde sie 1810 von Wilhelm Malte I. Fürst zu Putbus gegründet.
Das zweigeschossige siebenachsige verputzte klassizistische Haus mit dem Mezzaningeschoss, dem Giebelrisalit, dem zarten Zahnschnitt der Gesimse und dem prägenden Fugenbild wurde 1848 (oder 1843) im Stil der Berliner Bauschule um Karl Friedrich Schinkel nach Plänen von Johann Gottfried Steinmeyer erstellt. Auftraggeberin war Sophie Friederike Wilhelmine Luise von Lauterbach (1784–1860), Frau des Fürsten Wilhelm Malte I. zu Putbus. Zunächst wohnte hier Herr von Lauterbach, ein Verwandter der Fürstin. In der Beletage des Risalits markieren drei hohe, von abgestuften Blenden umgebene Rundbogenfenster den Bau. Vom Entwurf von 1829 wurden einige Schmuckelemente nicht umgesetzt.
In den Gebäuden Circus 8 und Circus 9 gab es von 1995 bis 2012 das IT-Science-Center Putbus, ein Zentrum für Software-Entwicklung. Hier sollten einst 50 Arbeitsplätze entstehen. Das Vorhaben musste aus finanziellen Gründen aufgegeben werden und die Häuser wurden verkauft.
Die Putbusser Immobilien- und Verwaltungsgesellschaft übernahm die Liegenschaften. Durch die Sanierung von 2018 wurden in beiden Häusern 18 neue Wohnungen geschaffen.
Steinmeyer hat auf Rügen zudem u. a. das Pädagogium Putbus, das Haus Circus 13, den Marstall Putbus, das Jagdschloss Granitz (mit Schinkel), das Gut Gobbin in Lancken-Granitz, das Badehaus Goor in Lauterbach und das zerstörte Schloss Putbus geplant.